# Theobald al VI-lea de Blois
Theobald al VI-lea de Blois (în franceză: Thibaut sau Thiebaut; n. 1190 – d. aprilie 1218, La Ferté-Villeneuil, Centre-Val de Loire, Franța) a fost conte Blois și de Clermont-en-Beauvaisis din 1205 până la moarte.

## Biografie
Theobald a fost fiul lui Ludovic I de Blois și al Caterinei de Clermont-en-Beauvaisis.
A fost căsătorit cu:
- Maud de Alençon
- Clemence de Roches

Din aceste căsătorii nu au rezultat copii.
Theobald a luptat împotriva maurilor în Castilia. În timpul acestei campanii militare, Theobald s-a îmbolnăvit de lepră. Revenind acasă, a trăit retras în castelul său din La Ferté-Villeneuil și a murit după câțiva ani, în 1218, lăsându-și posesiunile mătușilor sale, Margareta de Blois și Isabella de Chartres. Partea de nord a posesiunilor Comitatului de Blois a devenit Comitatul de Chartres care a revenit Isabellei, iar Margareta a primit restul teritoriului. Theobald a vândut posesiunea Clermont-en-Beauvaisis înainte de a muri.